# 威州 (吉林)
威州，辽朝时设置的州。
威州武宁军刺史，设置时间不详，今吉林省农安县南约45里巴吉垒镇小城子附近。《辽史·地理志》龙州黄龙府统五州：益州，观察。安远州，怀义军，刺史。威州，武宁军，刺史。清州，建宁军，刺史。雍州，刺史。 《辽史·百官志》记载的州刺史职名总司，东京道三十七州中有威州在内。威州不辖县。